# Anosia connectens
Anosia connectens är en fjärilsart som beskrevs av Dudley Moulton 1921. Anosia connectens ingår i släktet Anosia och familjen praktfjärilar. Inga underarter finns listade i Catalogue of Life.